# Calcio Femminile Modena Femminile
Il Calcio Femminile Modena Femminile, nota anche come Modena Femminile, Modena Amadio e  Modena Bellentani, è stata una squadra italiana di calcio femminile con sede a Modena. Fondata nel 1996, riuscì a conquistare due scudetti consecutivi nei campionati di Serie A 1996-1997 e 1997-1998, oltre alla prima edizione della Supercoppa italiana nel 1997.

## Storia
Nel 1993 la Polisportiva Real Saliceta di Baggiovara (frazione di Modena) non vinse il campionato di Serie C regionale ma fu ugualmente ammessa in Serie B al posto del rinunciatario Persiceto nella stagione 1993-1994. Nella stagione successiva chiuse al terzo posto del girone A. Nell'estate 1995 il "Real Saliceta" si fuse con il "Calcio Femminile Modena", dando origine al "Modena Calcio Femminile Forese Nord", che vinse il girone B della campionato di Serie B 1995-1996.
A seguito di problemi finanziari, la squadra rischiò di non disputare il campionato di Serie A: per tale motivo il quotidiano locale Gazzetta di Modena e Nadia Melargo lanciarono un appello per cercare di salvare la squadra.
Nel mese di agosto 1996, in extremis, si fece avanti l'imprenditore Massimo Maramotti, il quale riuscì in poco tempo a ingaggiare una rosa vincente di giocatrici di alto calibro, provenienti dal Verona CF (campione uscente) e di ruolo della nazionale di calcio femminile, come Carolina Morace, Patrizia Panico, Manuela Tesse, Federica D'Astolfo, Florinda Ciardi e Stefania Antonini.

La rosa del Modena campione d'Italia 1996-1997

Il primo anno nella Serie A fu un grande successo per la squadra allenata da Maurizio Berselli (Baffo), con la conquista dello scudetto 1996-1997 e della classifica dei capocannonieri da parte di Morace (49 gol), oltre che della prima edizione della Supercoppa italiana.

La statunitense Jill Rutten in maglia modenese nella stagione 1997-1998

Nella stagione sportiva successiva 1997-1998 il club trovò un nuovo sponsor Amadio, riuscendo a vincere nuovamente il secondo scudetto consecutivo, dopo lo spareggio vinto 2-0 contro il Cascine Vica sul campo neutro di Pavia davanti ad un pubblico di 900 spettatori. Al termine della stagione Carolina Morace (capocannoniere della stagione con 42 reti) annunciò il proprio ritiro come calciatrice, dopo oltre venti anni di carriera. Il 6 giugno 1998 venne giocata allo stadio Braglia una partita di addio amichevole di all stars. Anche il presidente Maramotti e l'allenatore Berselli decisero di lasciare la squadra, anche in polemica con lo scarso pubblico di Modena mai superiore ai 300 spettatori. Peraltro, la Divisione Calcio Femminile multò di 14 milioni di lire la squadra, per non aver istituito il settore giovanile.
Nel terzo campionato disputato in Serie A (1998-1999), la squadra, che fu sponsorizzata FIAT Bellentani ed affidata all'allenatore Domenico Cannatello, venne ridimensionata con l'ingaggio di giocatrici provenienti dalla Serie B, mentre le poche rimaste dalla stagione precedente (Tavalazzi, D'Astolfo e Bertolini) se ne andarono in fretta prima dell'inizio del campionato. Senza giocatrici di punta la squadra subì un tracollo, perdendo malamente il torneo della Supercoppa 1998 con quattro reti subite dal Milan e venendo eliminata in Coppa Italia. Nonostante il ritorno momentaneo dell'allenatore Maurizio Berselli a novembre, sostituito poi da Stefania Antonini, il Modena Bellentani chiuse al 14º posto della classifica finale di campionato, con la conseguente retrocessione alla Serie B. Tuttavia, per motivi finanziari, il club non si iscrisse più al campionato e nel 2001 venne definitivamente radiato dalla FIGC per inattività.

## Stadio
Nelle prime due stagioni, la squadra disputò le partite casalinghe allo stadio Alberto Braglia di Modena. Inizialmente vi furono polemiche con l'amministratore delegato del Modena maschile sulla concessione dell'impianto alle donne.
Il terzo campionato di Serie A venne invece giocato in casa a Mirandola presso lo stadio Libero Lolli.
Gli allenamenti si svolgevano presso il campo sportivo della Polisportiva Saliceta, a Modena.

## Palmarès

La vittoria dello scudetto 1997-1998

### Competizioni nazionali
- Campionato italiano: 2

1996-1997, 1997-1998
- Supercoppa italiana: 1

1997

### Altri piazzamenti
- Supercoppa italiana:

Finalista: 1998